# Dignità (astrologia)

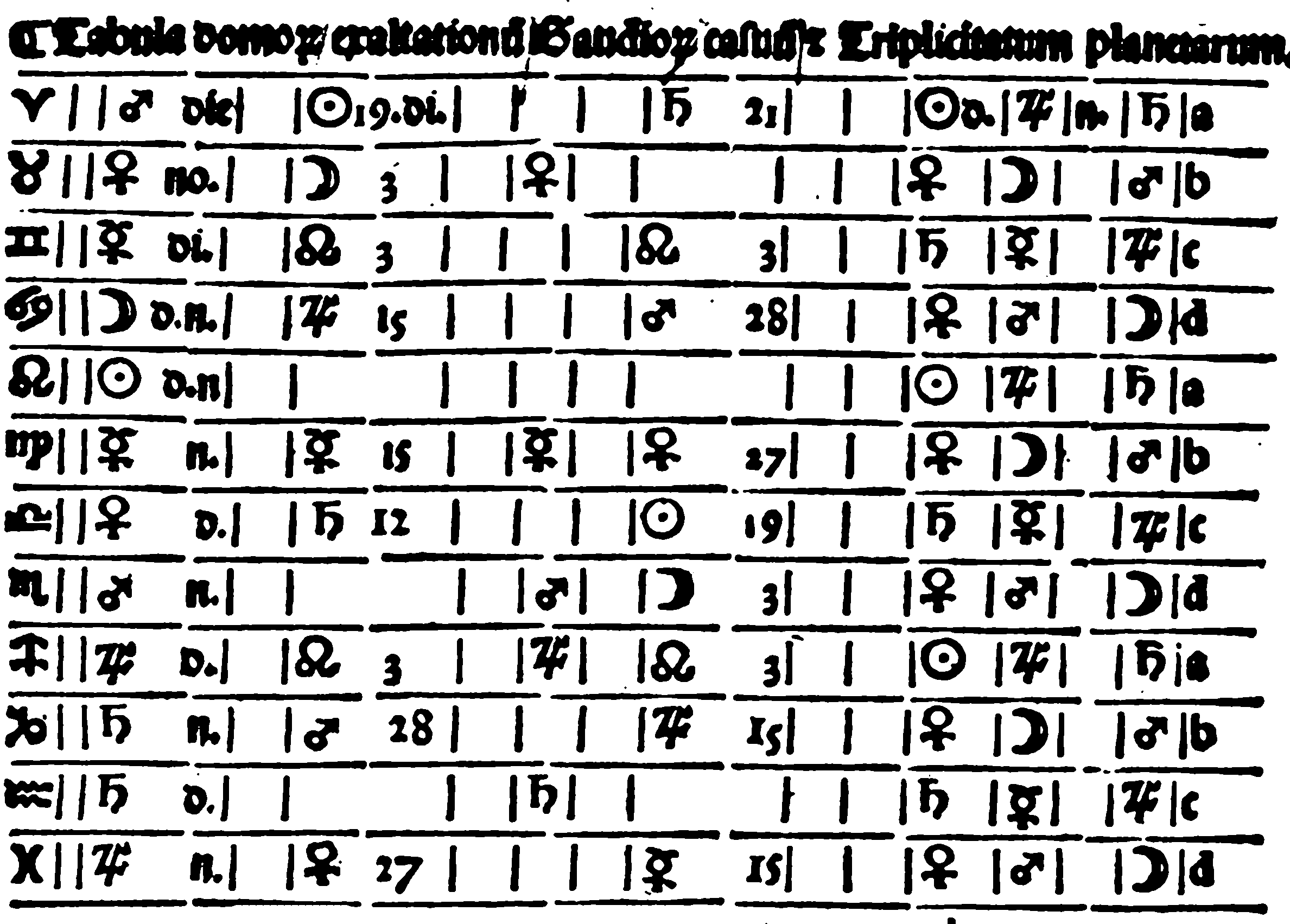
Tabella riassuntiva dei domicili, delle esaltazioni, dei gradi di «gioia», e delle signorie sulle triplicità, per ciascun pianeta (da Alcabitius: cum commento noviter impresso, Venezia, Melchiorre Sessa, 1512)

Le dignità in astrologia sono posizioni di forza dei pianeti quando essi si trovano in segni zodiacali o in case astrologiche la cui natura concorda e si armonizza con quella del pianeta stesso. Ciò significa che un pianeta in condizione di dignità in un certo segno o casa è in grado di esprimere meglio le sue qualità, positive e/o negative che siano.
In opposizione alle dignità vi sono le debilità.

## Suddivisione
Queste dignità tradizionalmente sono 5:
- Domicilio
- Esaltazione
- Triplicità
- Esilio
- Decano

## Importanza
Le dignità si suddividono, per importanza ed influenza, in:
- maggiori: domicilio, esaltazione, triplicità;
- minori: esilio e decano.

## Funzione
Si possono distinguere anche le dignità tra:
- essenziali: legate al rapporto tra pianeti e segni zodiacali, e pertanto riferite a punti fissi del cielo dello zodiaco,  enfatizzano le qualità caratteriali del pianeta;
- accidentali: legate al rapporto tra pianeti e case astrologiche, e quindi basate soltanto sulla suddivisione del cielo nelle 12 case del tema natale, enfatizzano gli interessi, i talenti e le aspettative del soggetto.

La distinzione tra dignità essenziali e dignità accidentali è particolarmente utile in astrologia oraria.